# Витвиця (річка)
Ви́твиця (інша назва — Лужанка) (пол. Łużanka) — річка в Україні, в межах Долинського району Івано-Франківської області. Ліва притока Свічі (басейн Дністра).

## Опис
Довжина 29 км, площа басейну 149  км². Долина у верхів'ї вузька, V-подібна, в середній течії завширшки 500 м. Річище переважно порожисте, завширшки 4—8 м. Похил річки 25 м/км.

## Розташування
Лужанка бере початок на північно-східних схилах гори Буковинець, що у східній частині Сколівських Бескидів (Українські Карпати). За словами жителів села Лужки річка Лужанка витікає з джерела з дуже смачною джерельною водою. Під час злив у верхній течії (в с. Лужки) рівень води може підніматися на 40 см, а в нижній течії (пункт гідрологічного спостереження в с. Гошів) — 70-80 см. До села Церківна тече переважно на північний схід, далі повертає на південний схід і схід. Після села Витвиці повертає під прямим кутом на північ і північний схід — на цьому відтинку майже 6 км тече паралельно до Свічі (тут річки розділює вузька, завширшки в кількасот метрів, долина).
При річці Лужанка між селами Слобода-Болехівська та Станківкці розташований ландшафтний заказник місцевого значення «Бовкоти», а в селі Станківці — водоспад Гуркало Лужанський.

## Притоки

#### Праві
- Розточка
- Путня

#### Ліві
- Церковянський — гірський потік у Витвицькій сільській громаді. Бере початок на південно-східних схилах гори Чоногора (606,4 м). Довжина потоку приблизно 6,79 км, найкоротша відстань між витоком і гирлом — 5,39 км, коефіцієнт звивистості потоку — 1,26. Формується безіменними струмками. Потік тече у гірському масиві Сколівські Бескиди переважно на південний схід і в селі Церківна впадає у річку Витвицю.[4][5][6][7].

- Сихлеватий — гірський потік у Витвицькій сільській громаді. Формується безіменними струмками і бере початок на північно-східних схилах гори Кленовець (706,0 м)[4]. Довжина потоку приблизно 4,63 км, найкоротша відстань між витоком і гирлом — 3,58 км, коефіцієнт звивистості потоку — 1,29[8]. Тече переважно на південний схід через Церківну і на північно-східній стороні від села Станківці впадає у річку Витвицю.[9][10][7].